# 镇国寺 (平遥)
37°17′08″N 112°16′15″E / 37.28556°N 112.27083°E
镇国寺是一座中国佛教寺庙，位于山西省平遥县城东北15千米的襄垣乡郝洞村，被联合国教科文组织与平遥古城一同列为世界文化遗产。该寺始建于五代北汉时期，原名京城寺，明朝嘉靖年间改名为镇国寺，延用至今。
镇国寺总占地面积1万多平方米，建筑面积5000余平方米，现存山门（天王殿）及左右钟鼓二楼、万佛殿、东西配殿（观音殿和地藏殿）、三佛楼等建筑。万佛殿建于五代十国北汉天会七年（963年），是寺内最古老的殿堂，以支撑屋顶和飞檐的巨大斗拱而著称，也是中国现存最早的五代—宋初时期木构建筑。大厅里的雕塑是中国现存的少数10世纪佛教雕塑之一。元明时先建山门及左右钟鼓二楼，后建三佛楼及观音殿和地藏殿，清代雍正、乾隆重修后形成现在布局。

## 历史
这座寺庙的历史，最早可以追溯到现存万佛殿肇建时的中国五代十国北汉天会7年汉睿宗刘钧时期，这个时间被记录在大厅的横梁题记中，也是19世纪《平遥县志》所载。一块写于1819年的石碑也证实了这个日期。该寺原名“京城寺”，明嘉靖19年更名为“镇国寺”。万佛殿是中国大陆现存最古老的木构建筑之一，也是中国历史上较为短暂的北汉时期所建，直至21世纪唯一尚存的建筑。虽然关于这座寺庙的历史知之甚少，但是据寺内石碑上记载可知，它分别在1151年、1540年、1731年、1752年、1764年、1816年和1904年等进行了修缮。
全寺现存共有各朝代古建筑44间、彩绘泥塑62尊、100多幅壁画以及20多方碑碣。1965年该寺被公布为山西省省级重点文物保护单位，1988年1月13日更进一步被中国国务院公布为第三批全国重点文物保护单位。1997年，镇国寺与平遥城、双林寺一起被联合国教科文组织列入世界遗产名录，统称为平遥古城。1988年2月，镇国寺正式对外开放参观。

## 位置与布局
镇国寺位于黄土高原以东，晋中平原南部的平遥县城东北襄垣乡郝洞村北侧，北纬37度17.119分，东经112度16.261分，海拔高度753米。距离城区12.5千米，距离同蒲铁路洪善站大约1千米。寺院占地面积10892平方米，现有建筑面积5000多平方米。
寺庙整体坐北朝南为晚唐建筑风格。该寺分前后两个院落，分别在三座建筑物之间，整个建筑群周围有一堵墙。寺院没有单独的山门，可以穿堂而过的天王殿起到山门的作用。文化大革命时期，天王殿山门正对面原建于清代嘉庆18年（1813年）10月的一座戏台（记载为“舞榭”，即乐楼）被拆毁。中轴线上从南到北依次为天王殿、万佛殿和三佛殿。天王殿两侧分别有一座便门，东侧名为崇虚、西侧名为乘幽。两座便门的外侧分别是鼓楼和钟楼。穿过天王殿后就是前院，前院东西有廊，分别接三灵侯殿和财福神殿，两殿又分别通过碑亭与二郎殿及土地殿相连。小殿原建于郝洞村堡的南北门堡门顶上，清光绪24年5月被移入镇国寺。穿过万佛殿就是后院，东西分别有两个各与三间厢房连接的小殿，称为观音殿和地藏殿，它们都是明朝时期的建筑。中轴线上最后一个大厅是三佛楼，它可以追溯到明代，清朝嘉庆二十年时曾重建。禅院在主体院落的西侧。

### 天王殿

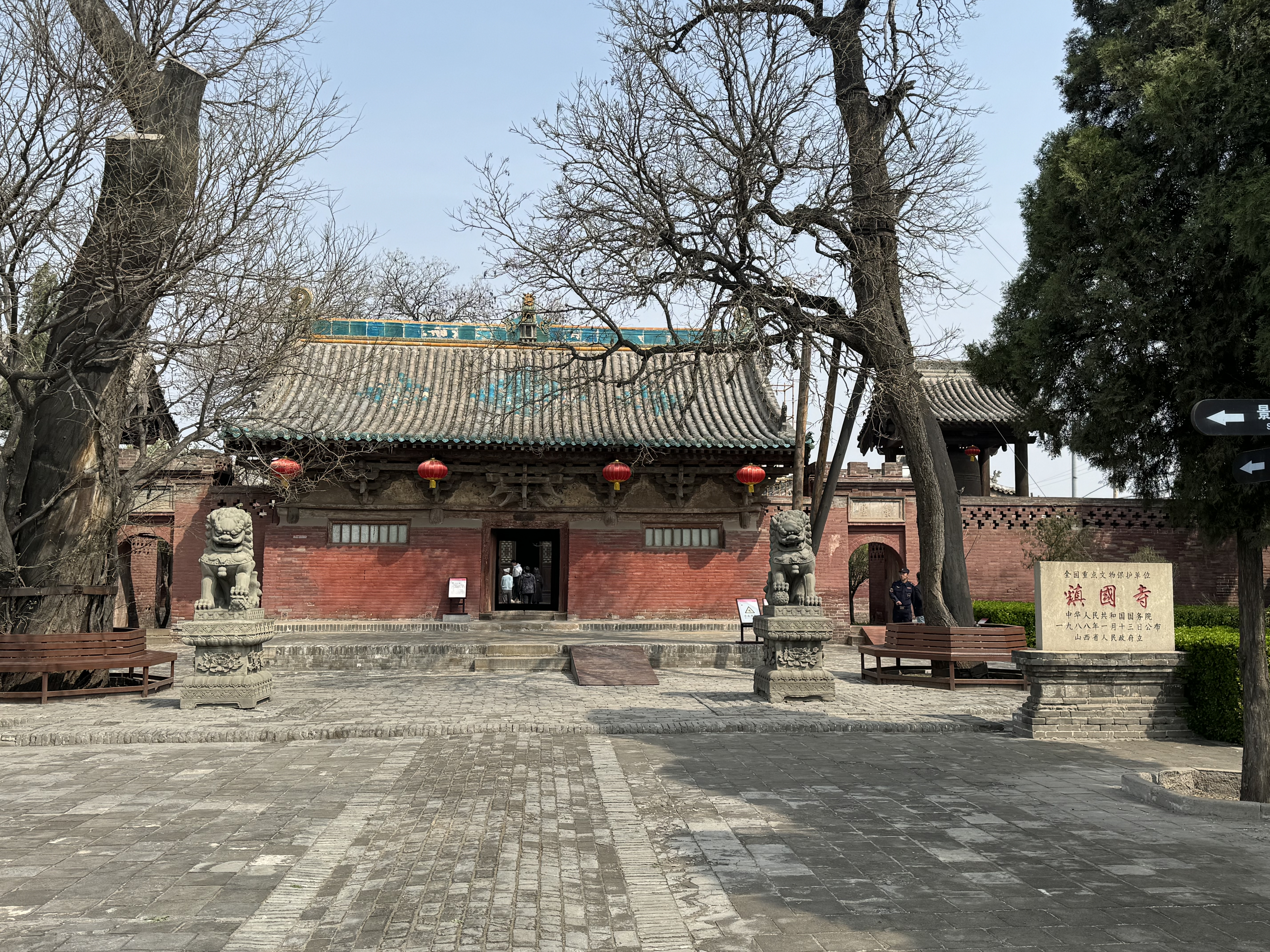
天王殿

作为镇国寺的山门，天王殿又称“山门殿”。天王殿高度大约4到5米，为元代建筑，明清时期曾重新修葺。殿顶是单檐悬山式，斗拱呈米字型，面宽和进深均为三间。屋顶使用黄色琉璃瓦片，剪边为蓝色。殿内两旁分别矗立四尊佛教天王像。这几尊天王像塑于清代，各自持有不同的法器，寓意风调雨顺。其中南方的增长天王持青风剑、东方的持国天王怀抱琵琶、西方的广目天王持雨伞、北方的多闻天王手托宝塔。原本立于中央的伽蓝菩萨像于文化大革命时期被毁。
天王殿西侧由便门“崇虚”相接的是一座四方悬山顶鼓楼。鼓楼坐落在砖台上，顶由四根柱子撑起。东侧由便门“乘幽”相接的是一座与鼓楼相同形制的钟楼。钟楼内保存的铸造于金代皇统5年（1148年）的铸铁钟是平遥县境内现存最古老的铸铁大钟。

### 前院

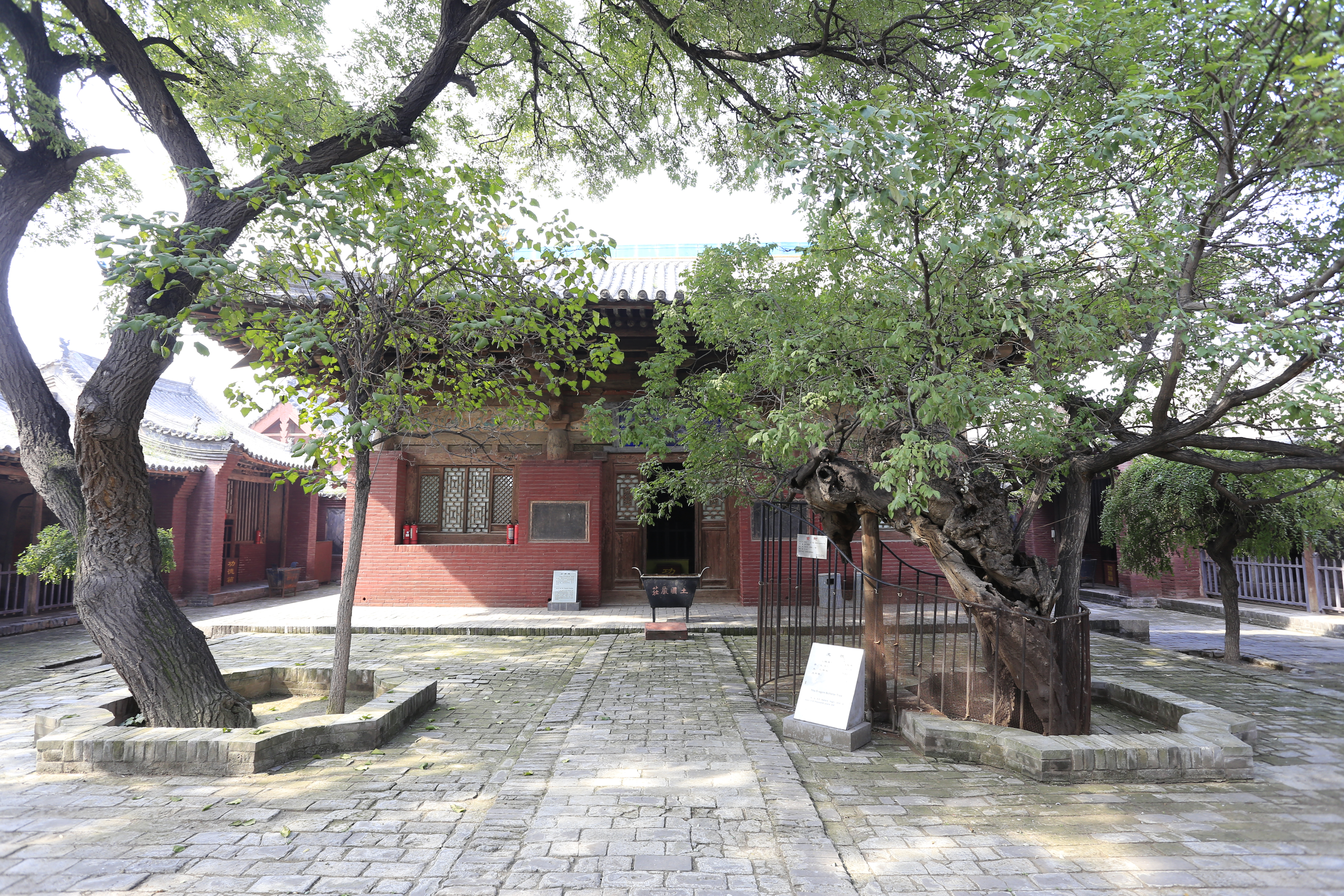
前院、万佛殿正面以及两棵槐树。

前院有东西两组配房，东侧为二郎殿，殿内塑像已佚失，西侧的土地殿内塑像依旧完好。与二郎、土地两殿相接的是嘉庆21年建造的东、西碑亭，保存有十余通碑碣。其中大多数是记载历史上各次修葺寺院的事迹和功德名录。其中在东侧碑亭中有一块碑，因碑身首尾都缺失，因此被称为“半截碑”，为北汉刘继钦碑。通过东西碑亭，二郎殿和土地殿分别与三灵侯祠和财福神殿相接。
与东侧碑亭相接的是三灵侯祠。这座小殿原本是咸丰年间建在村堡的南堡顶上。“三灵侯”指的是周代因辅佐周王有功的三位谏官。分别是孚灵侯唐宏、威灵侯葛雍以及浃灵侯周斌三人，此三人死后被封为三真君立庙祭拜。与西侧碑亭相接的是财福神殿，原本与三灵侯祠一样，是建在村堡北堡门顶上。光绪24年与三灵侯祠一起被移建到镇国寺内。
在前院北侧居中是寺庙的正殿万佛殿，万佛殿前依照中国佛教传统种有两棵槐树，据说为建寺之初所栽。其中西侧的一棵在清道光年间已经枯死，之后再根部长出新枝，被人以方位对应西方白虎，将其命名为“虎槐”。与此相对应，东侧的一棵则命名为“龙槐”，至今仍旧存活着。清代平遥的“古寺龙槐”就是指的这棵树。

### 万佛殿

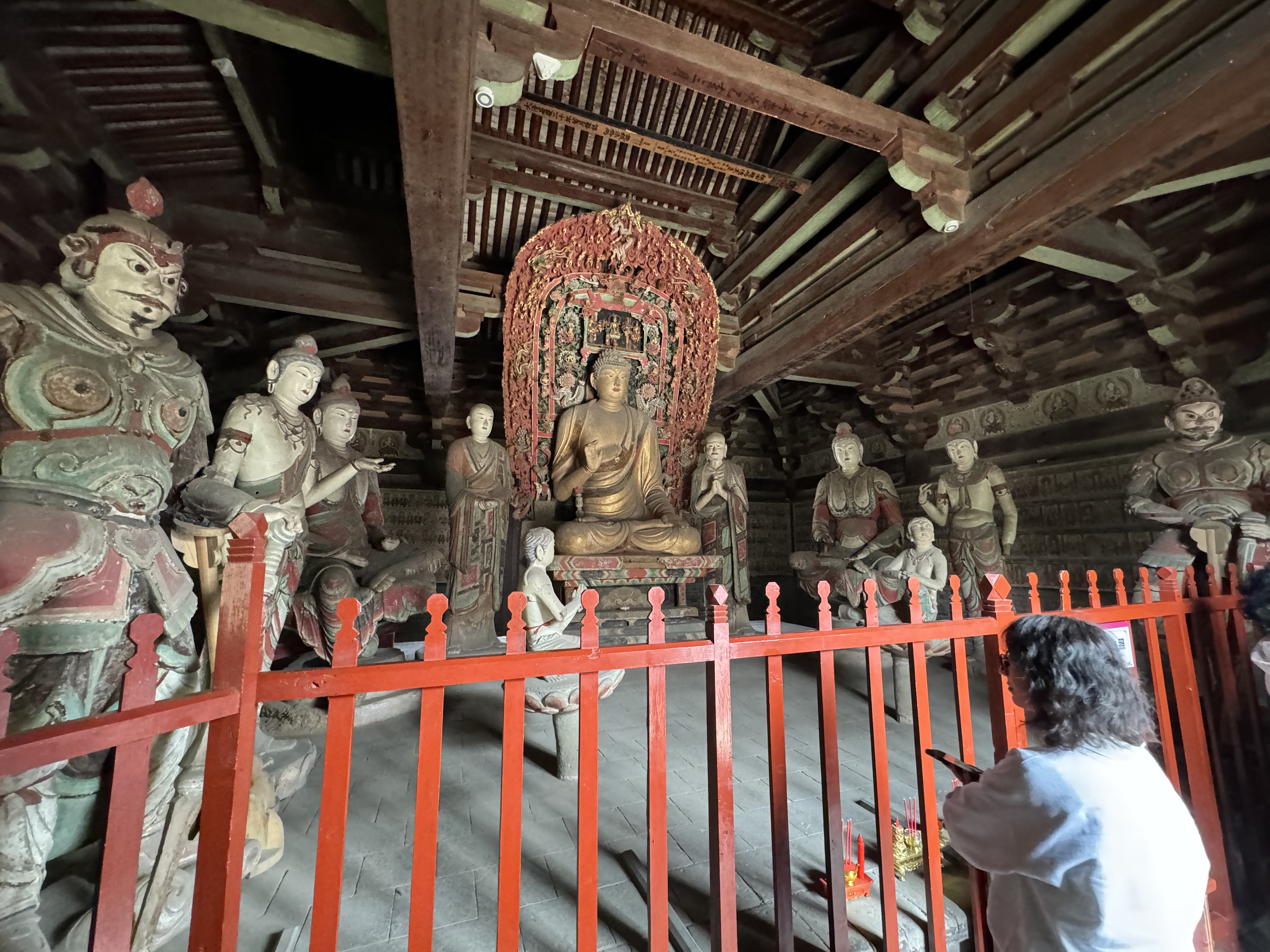
殿内塑像

镇国寺中最重要的建筑是万佛殿，位于前院的中央位置，因此俗称中殿。由殿顶屋脊梁下的题记可知，该殿肇建于963年。目前仍旧保留初建时的风貌，是中国现存的几处五代时期木结构建筑之一，晚于五台山南禅寺的大殿（782年）和佛光寺的东大殿（857年）。金朝重修时在四壁绘制了许多的小佛像，因此得名万佛殿。它是一座面阔三间，进深三间的单檐歇山顶大殿。梁柱、架均是肇建时原件，但表面彩绘已经褪色，目前是原木件本色。大厅形状近似正方形，长11.58米，宽10.78米，高8.8米。大厅的前后都在正中设有门，正立面在门的两侧各有两扇窗户，四壁都是砖墙，前檐次间设窗。
殿身无金柱，而是嵌入在砖墙内以12根高3.42米、直径0.46米的木制檐柱支撑，柱头上有阑额但没有普柏枋，转角处阑额不出头，木柱底部没有柱础。木柱将屋檐举高到3.6米，屋檐探出达1.94米。

斗拱高1.74米，超过柱体高度的60%，用材相当于宋代《营造法式》四等材。支撑屋顶的梁架采用彻上明造，不用天花板，梁架结构为六架椽屋前后用二柱。柱头铺作为七铺作双抄双下昂重栱偷心造，昂为批竹昂，每间有补间铺作一攒，五铺作双抄偷心造。南希 · 斯坦哈特推测，这些复杂的梁架可能是北汉统治者用有限的资源建造宏伟建筑的一种尝试。

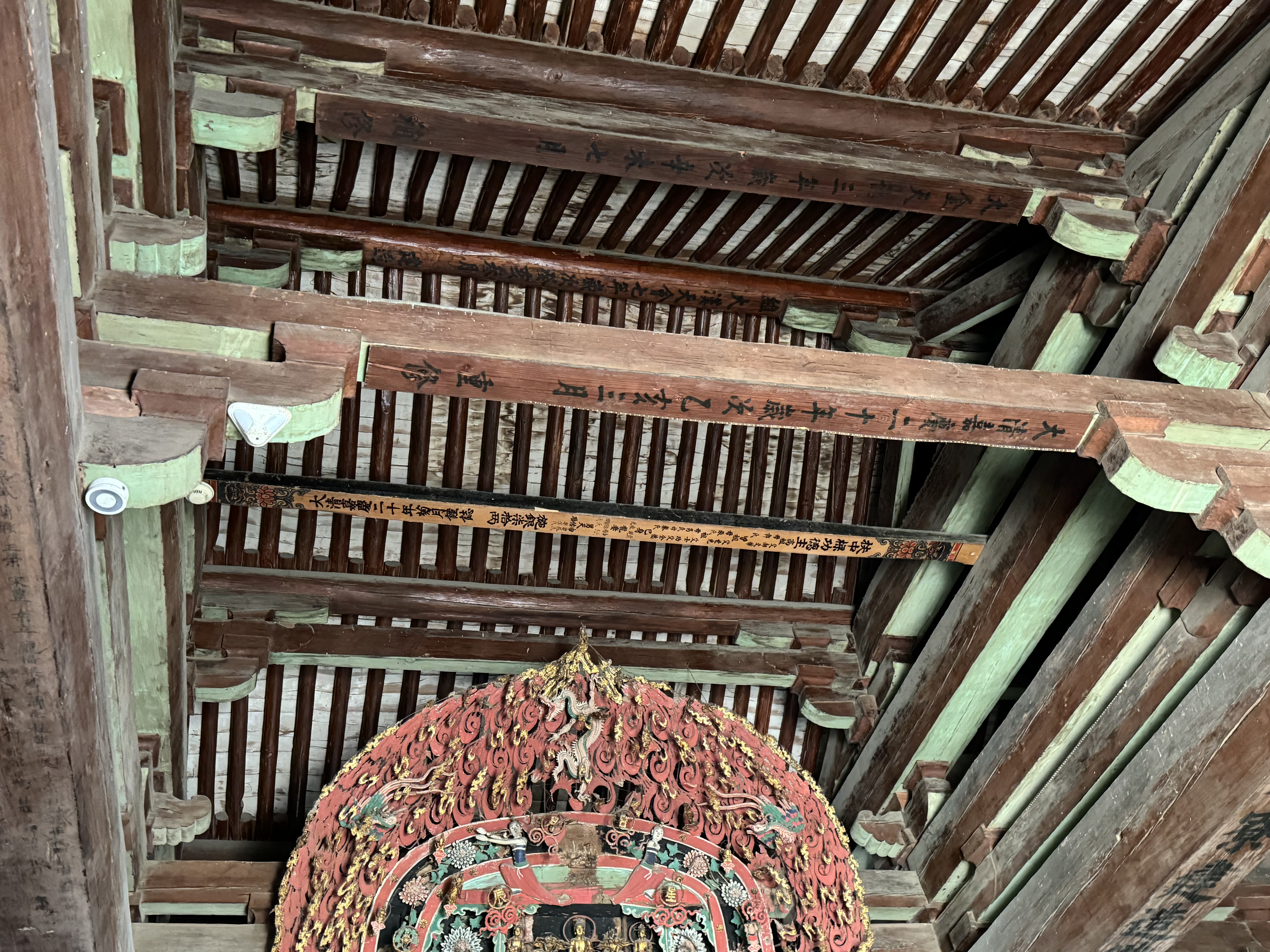
殿内梁架
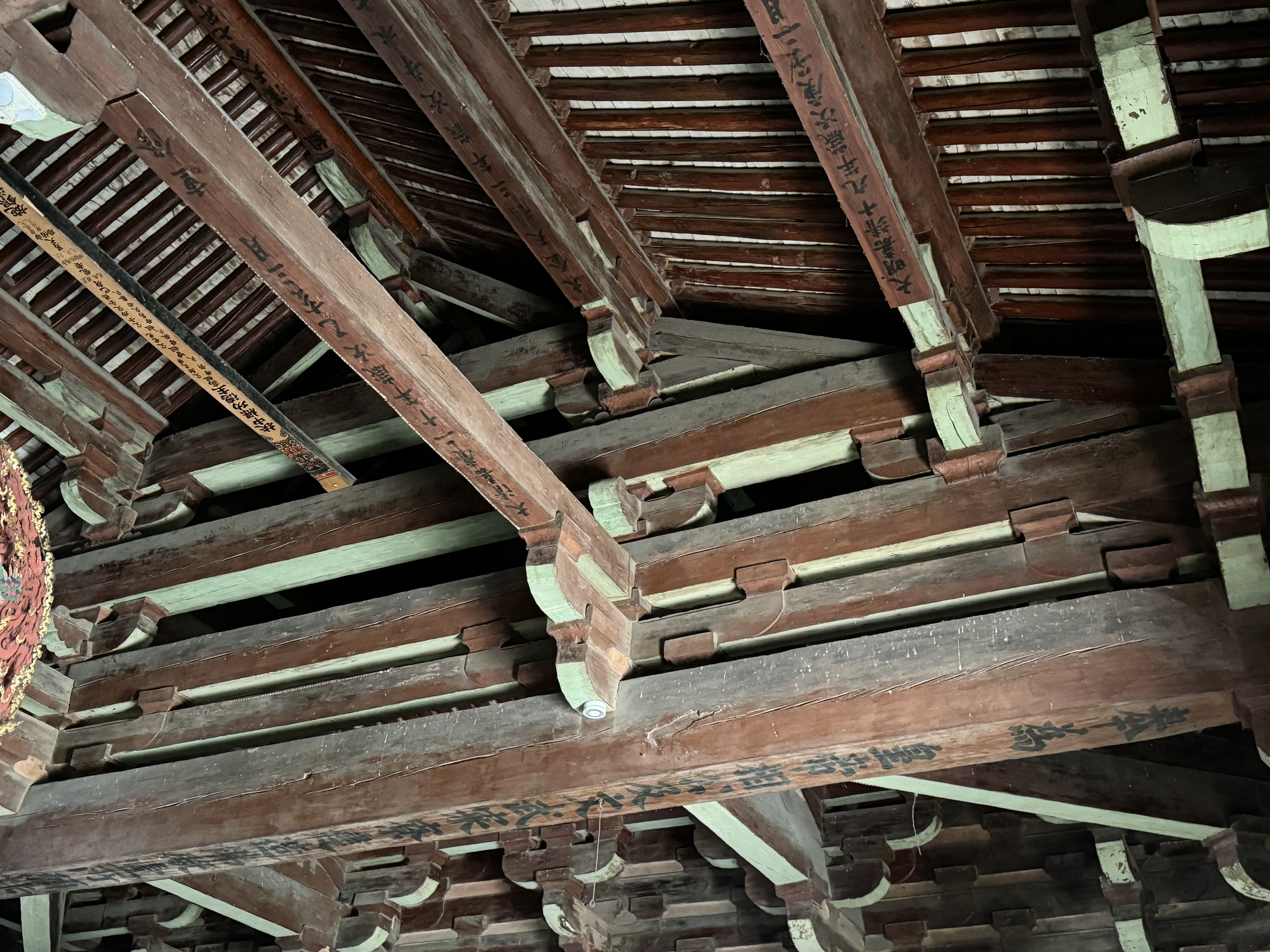
殿内梁架侧照
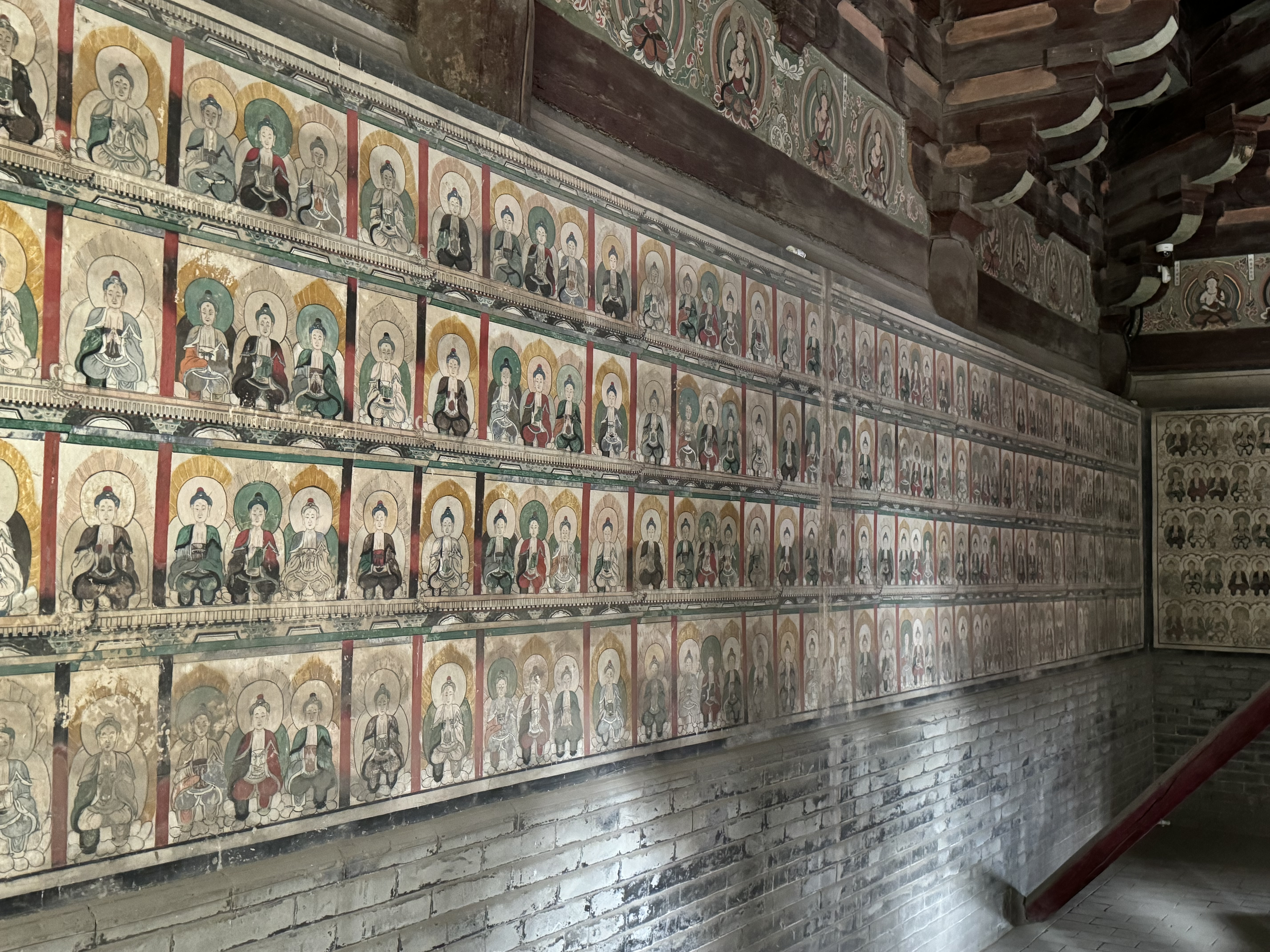
殿内万佛图

#### 万佛殿塑像
万佛殿内共有塑像14尊。其佛坛长宽都是6.59米，面积约占室内面积之半，高55厘米。坛上有一佛、二弟子、二菩萨、二胁侍、二天王（也有称为“金剛”）、二供养童子（也有称为“供养人”），共11尊塑像，均为五代时期的原件。其中佛祖塑像端坐坛上，经过明清时期修缮，弟子阿难和迦叶一位面相清秀、一位面相敦厚。四位菩萨中两位分别为文殊和普贤以半跏趺坐姿势，另两位为胁侍菩萨呈站立姿势。两位胁侍菩萨因面容丰润自然而成为镇国寺的形象代言人，其中一位就被印在镇国寺的門票上。两位金刚面目严肃，手拿降魔杵正视前下方。与后世多数金刚形象不同，这两尊受唐朝塑像风气影响，面容更倾向于常人。背面另有观音、善财和龙女三尊塑像为明代塑造。

此殿11尊五代塑像是除了莫高窟以外，唯一寺庙殿宇中保存的五代时期塑像。大殿向北（佛像背面）一侧另有一座倒座自在观音像。殿内四壁的万佛图和栱眼的小塑像均为清代作品。

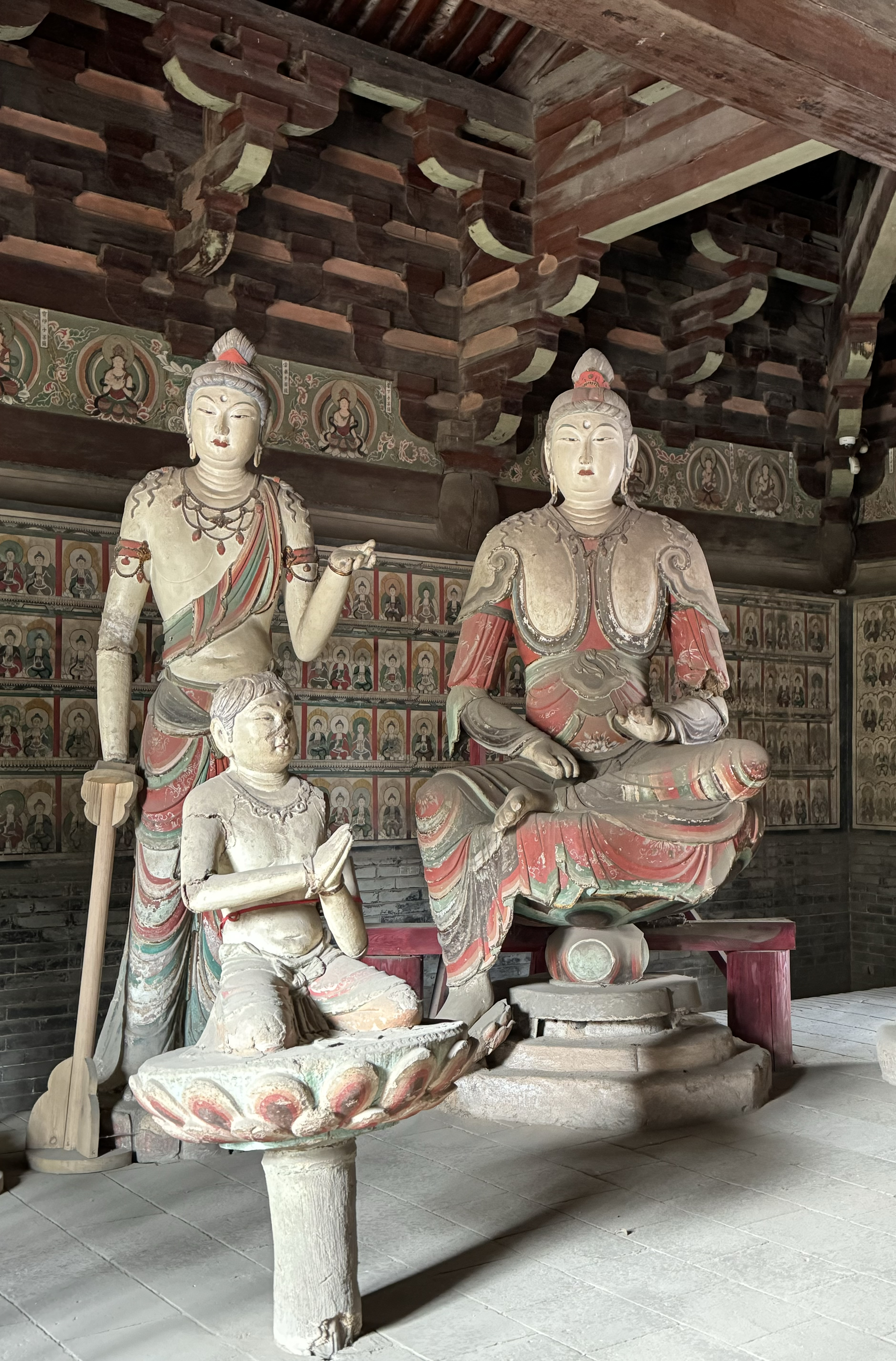
佛坛左部
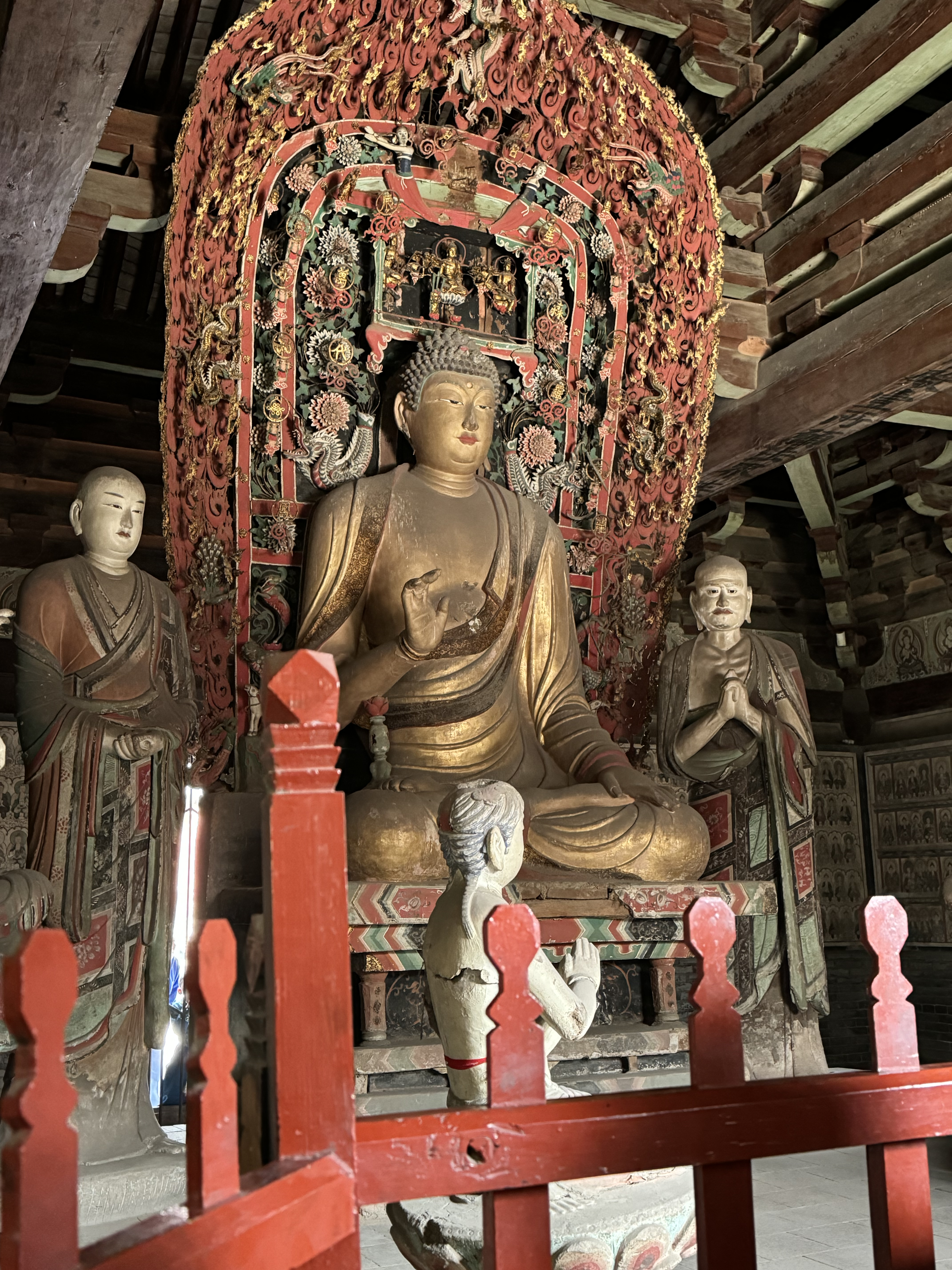
佛和二弟子
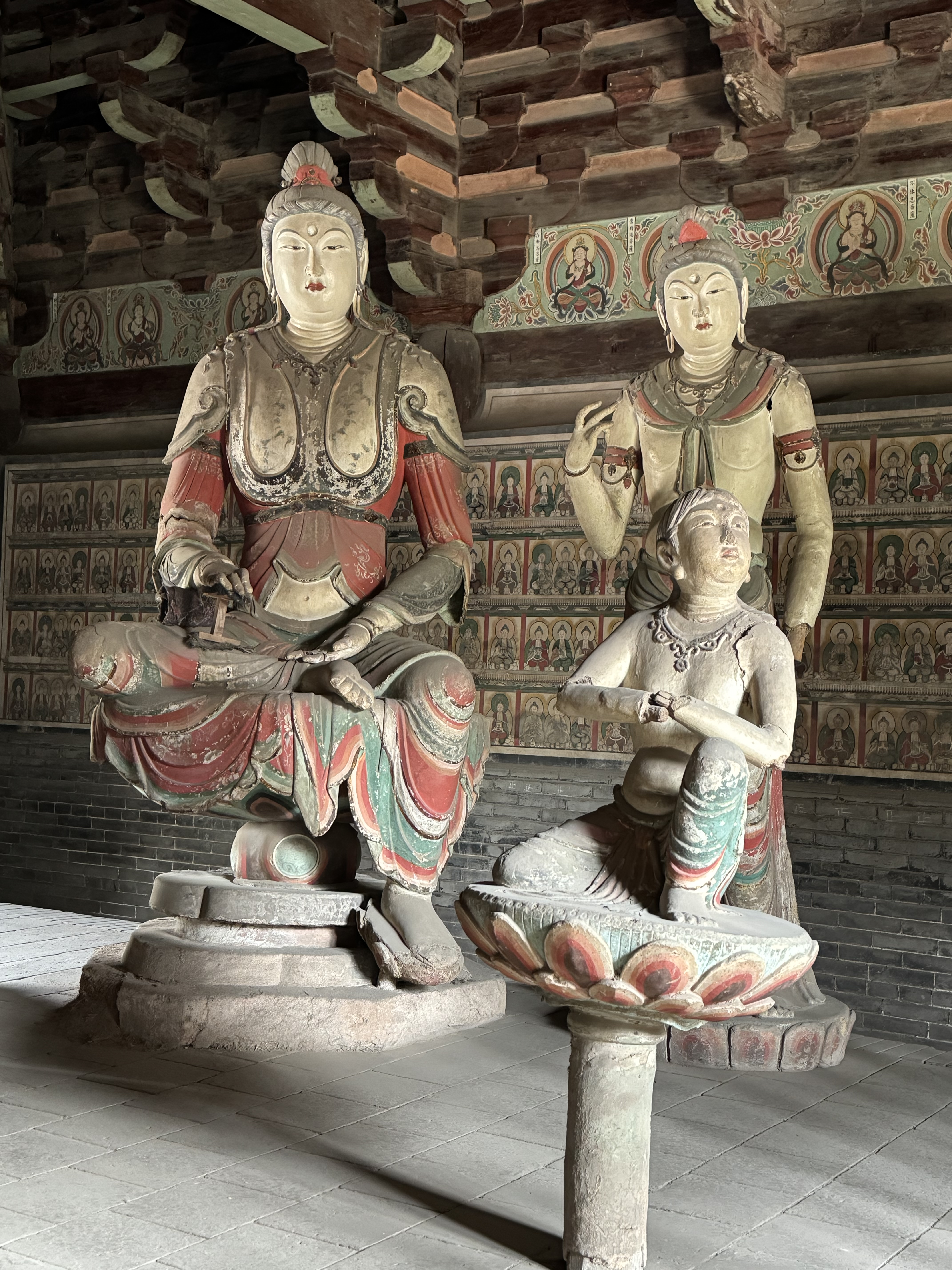
佛坛右部
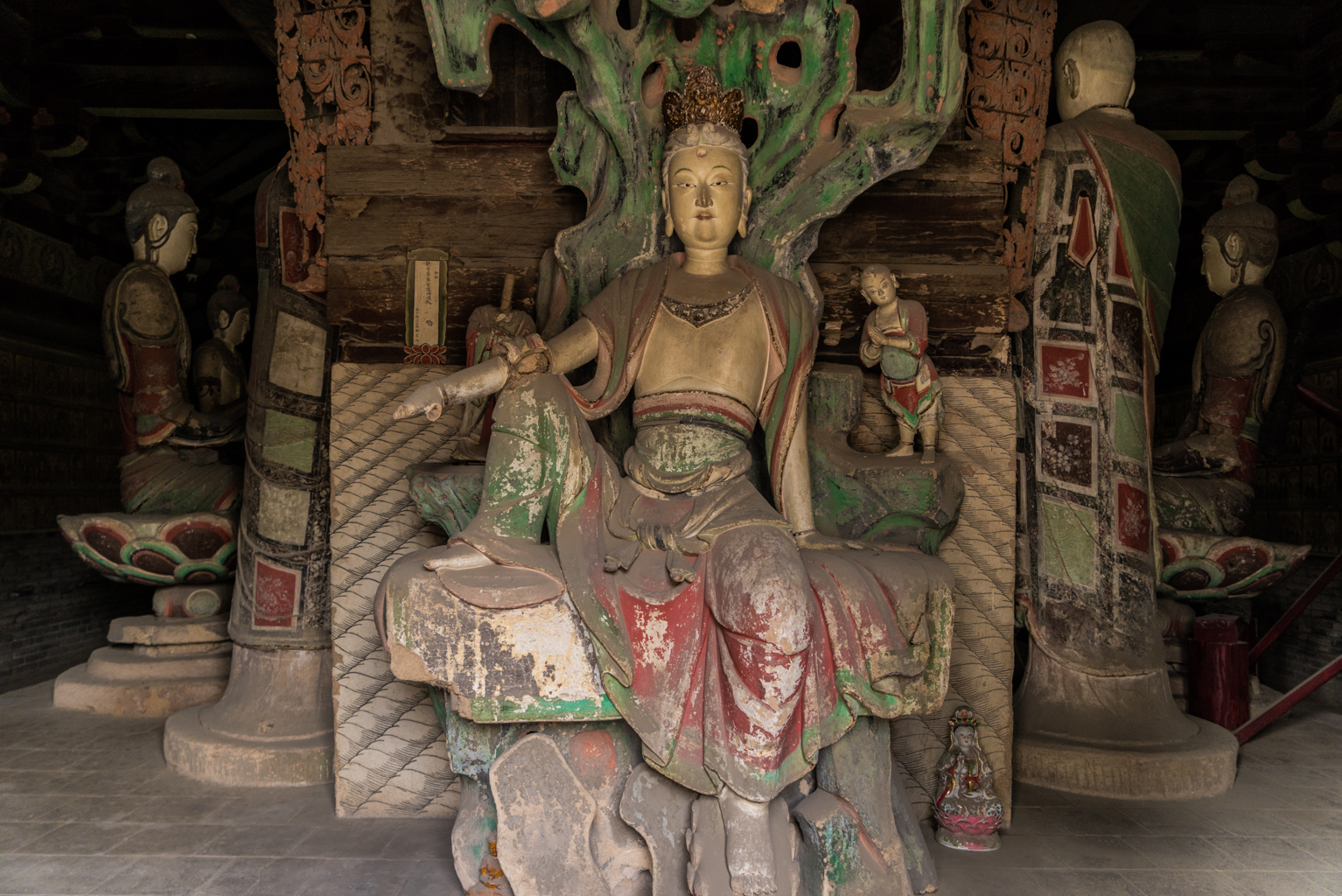
自在观音
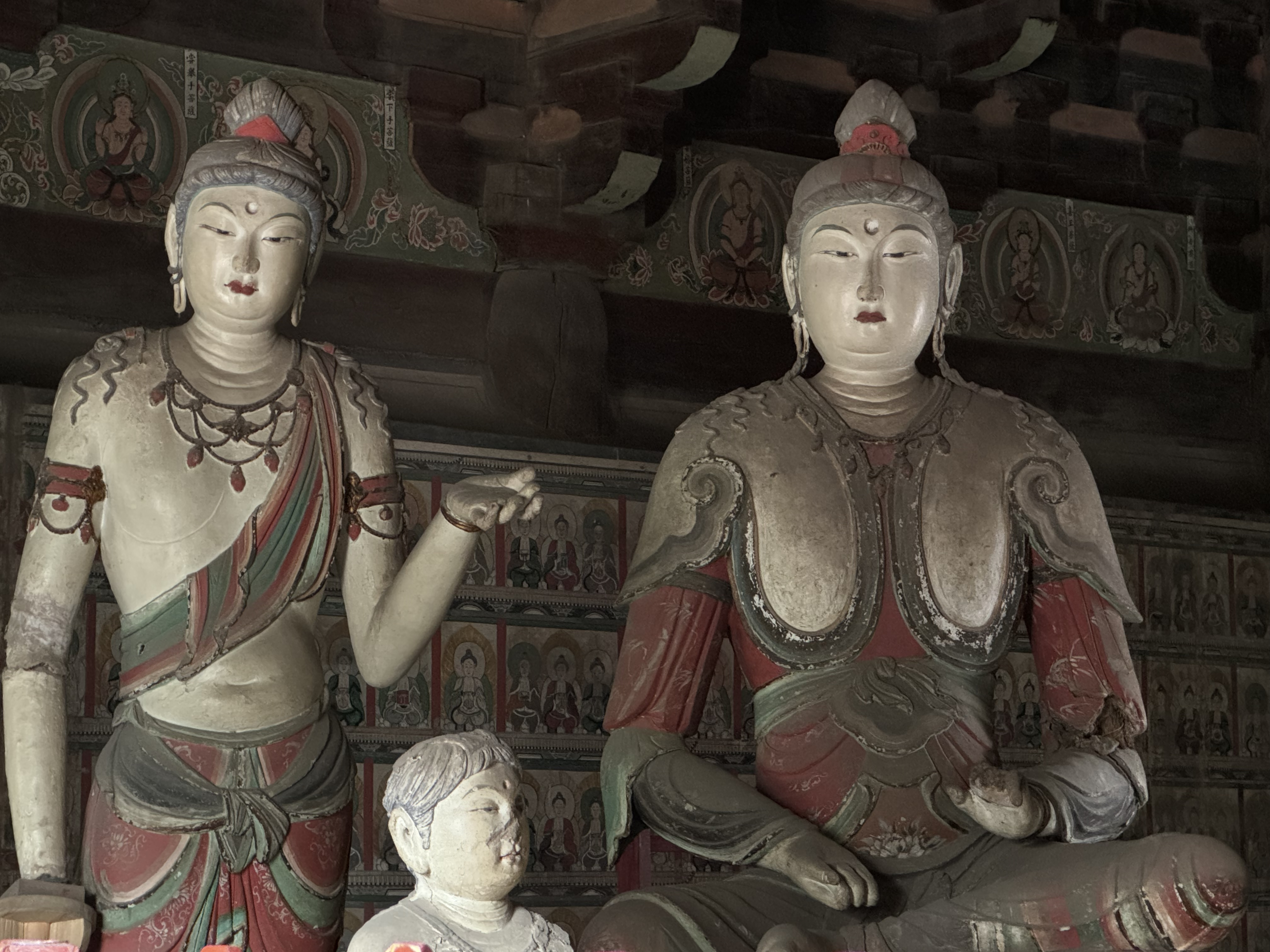
左胁侍菩萨特写
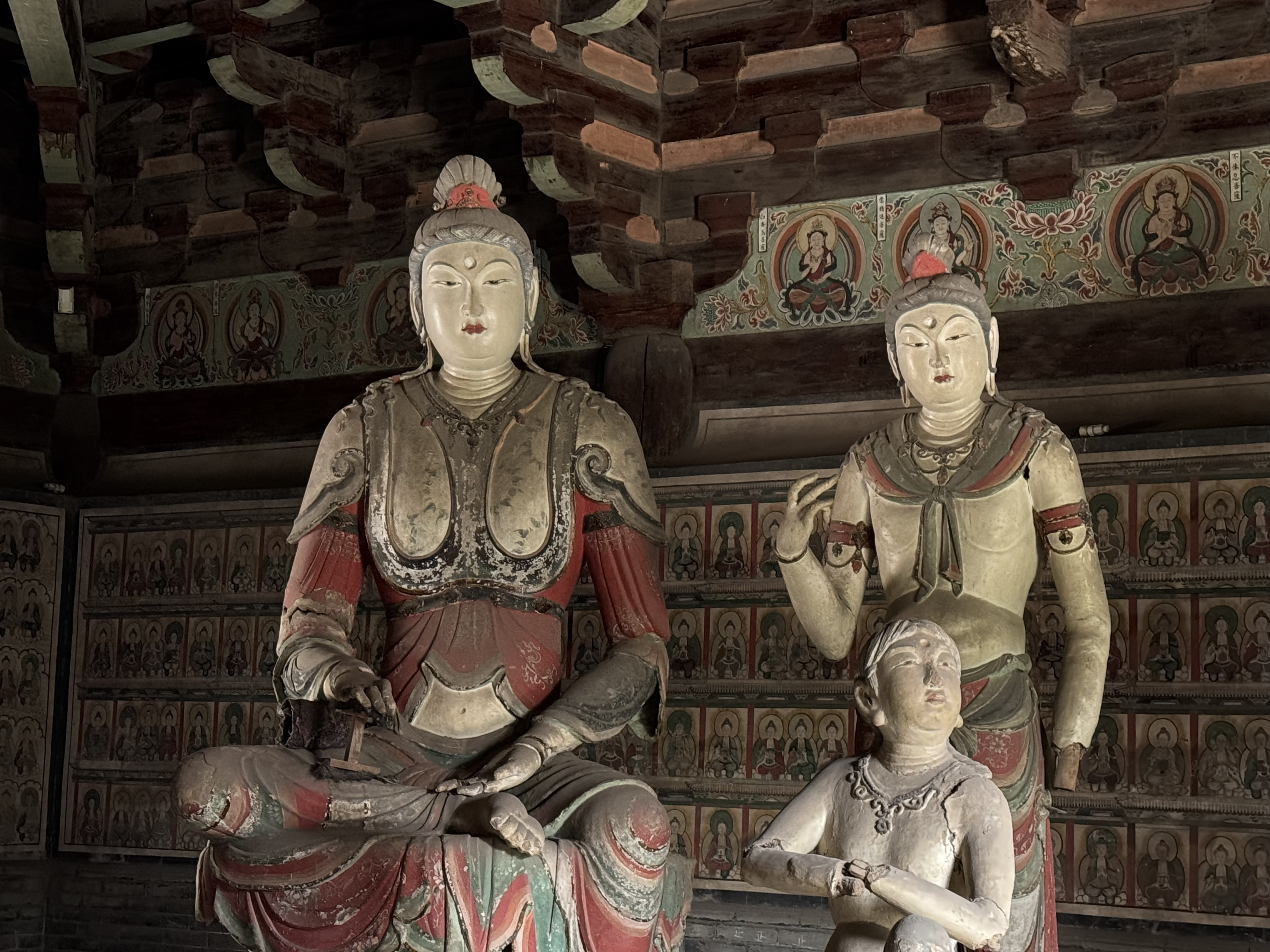
右胁侍菩萨特写
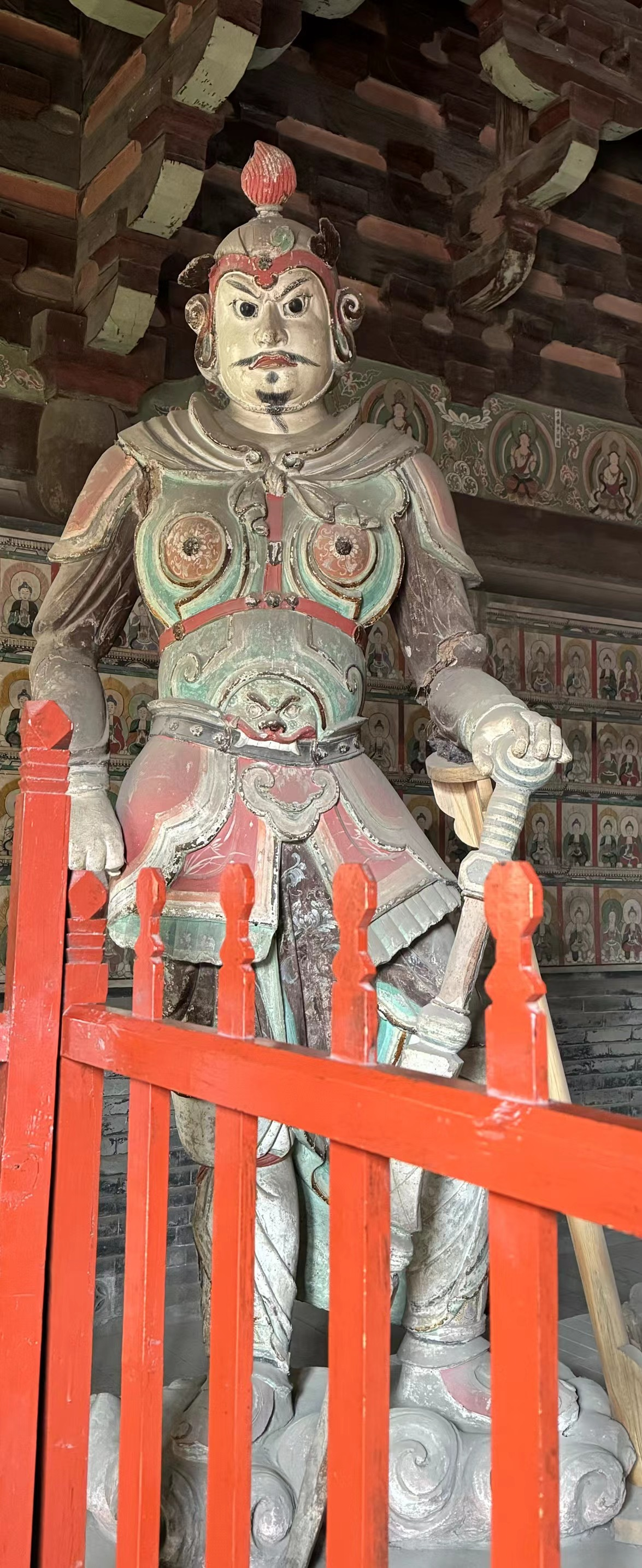
左天王
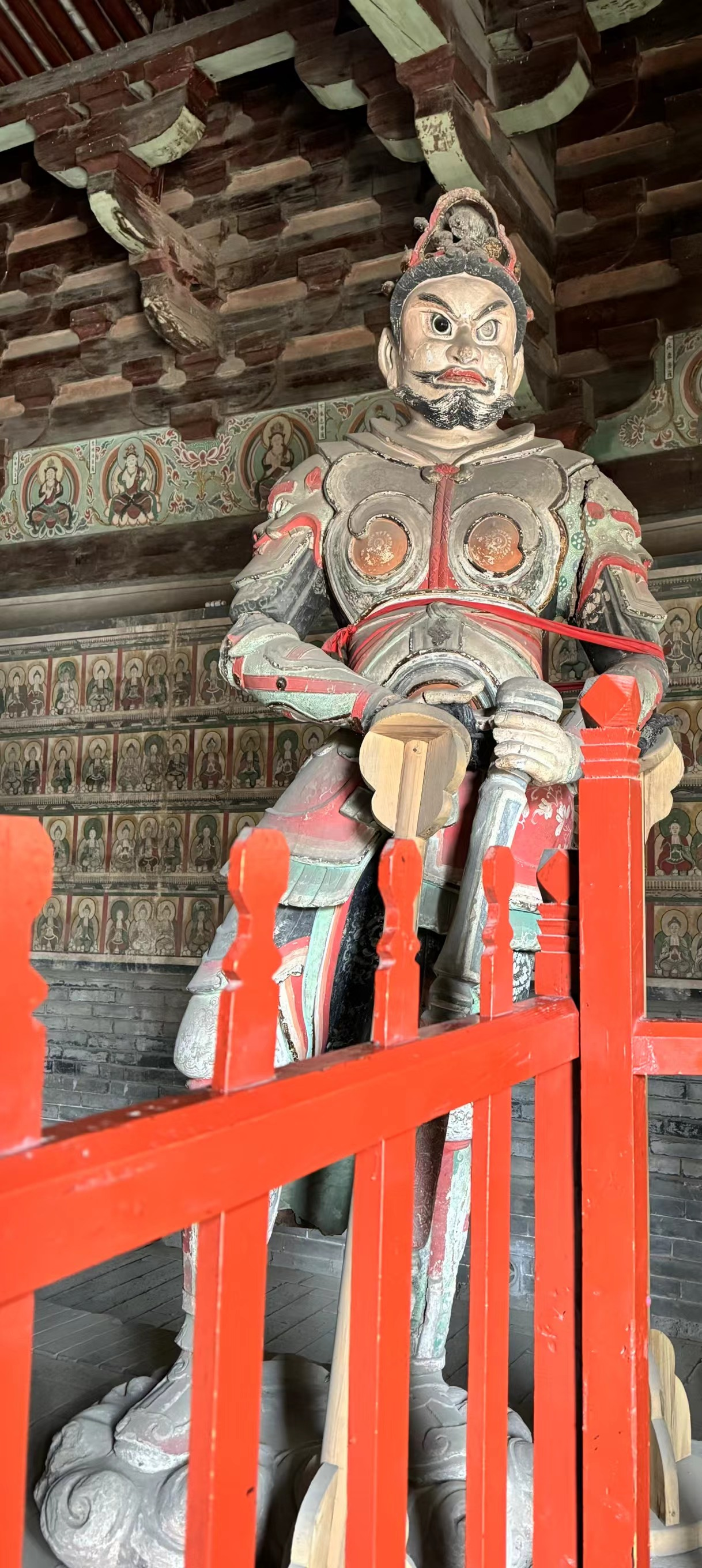
右天王

### 后院
后院有观音殿和地藏殿以及两侧各三间厢房。现存各朝各代彩塑51尊、100幅壁画、碑碣20多通以及铁钟1口。

### 三佛楼

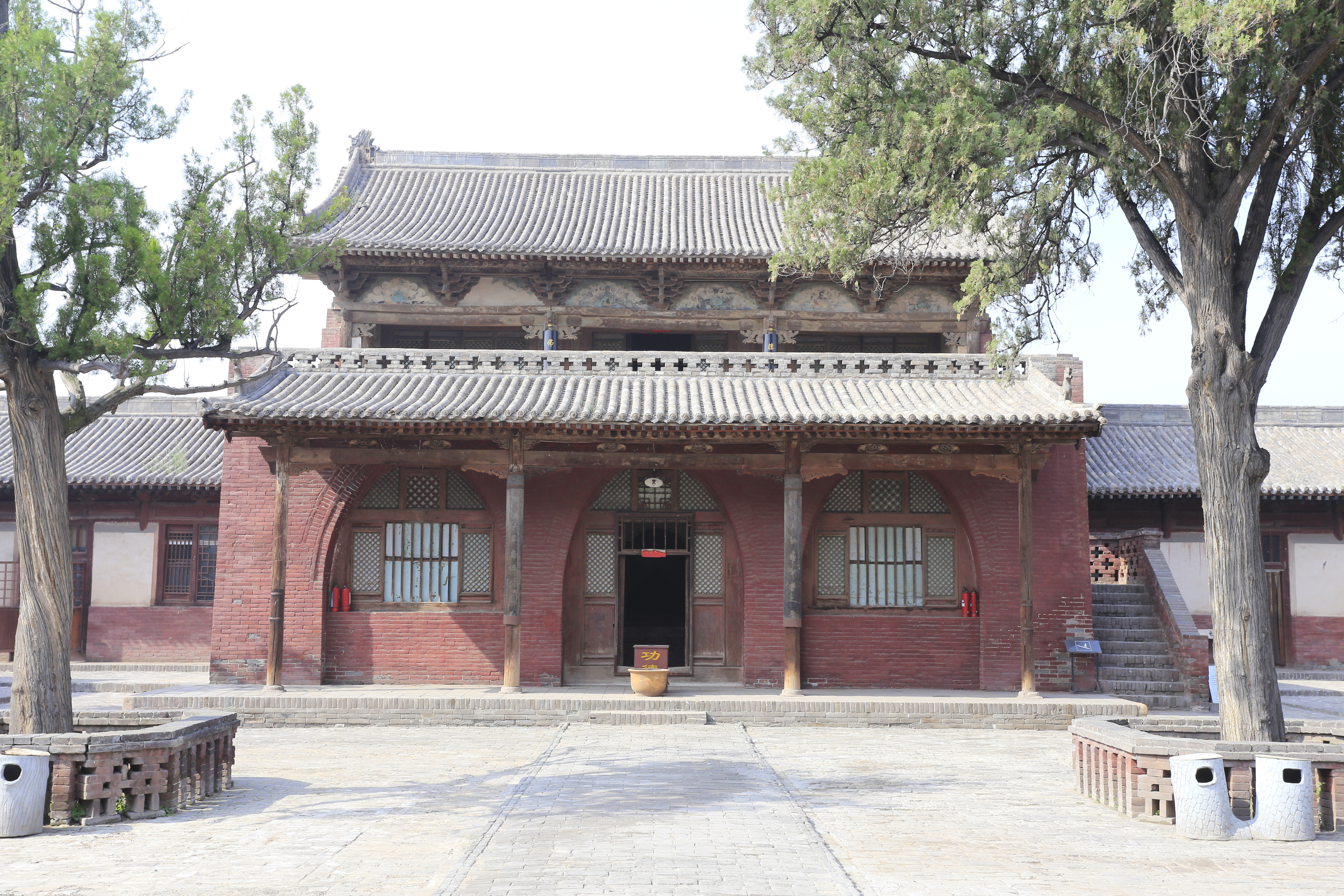
三佛楼。

三佛楼分上下两层，始建于明朝，于清朝时重建。因明清时期佛教礼制中后殿为全寺的正殿，应以最高形制兴建。而原有的万佛殿已经很高了，所以三佛楼在设计上采用加前檐的砖拱窑洞，其上在建有三开间的悬山顶楼阁，最终在没有月台的情况下使得高度超过了前面的万佛殿。重建时楼内7尊彩塑和52幅壁画均维持原貌。楼内供奉的三尊佛像分别为中央身为法身佛的毗卢舍那佛、左侧身为报身佛的卢舍那佛和右侧身为应身佛的释迦牟尼佛。这三座佛像都结跏趺坐在须弥座上以保持风格上的统一。另外还供奉有4尊菩萨像为明代早期作品。这4尊菩萨像呈站姿，立置于方木上，可以被移动。楼内东西山墙壁画为释迦生平八相图，以连环画的方式将人物与山水花鸟一起描绘释迦牟尼的一生。

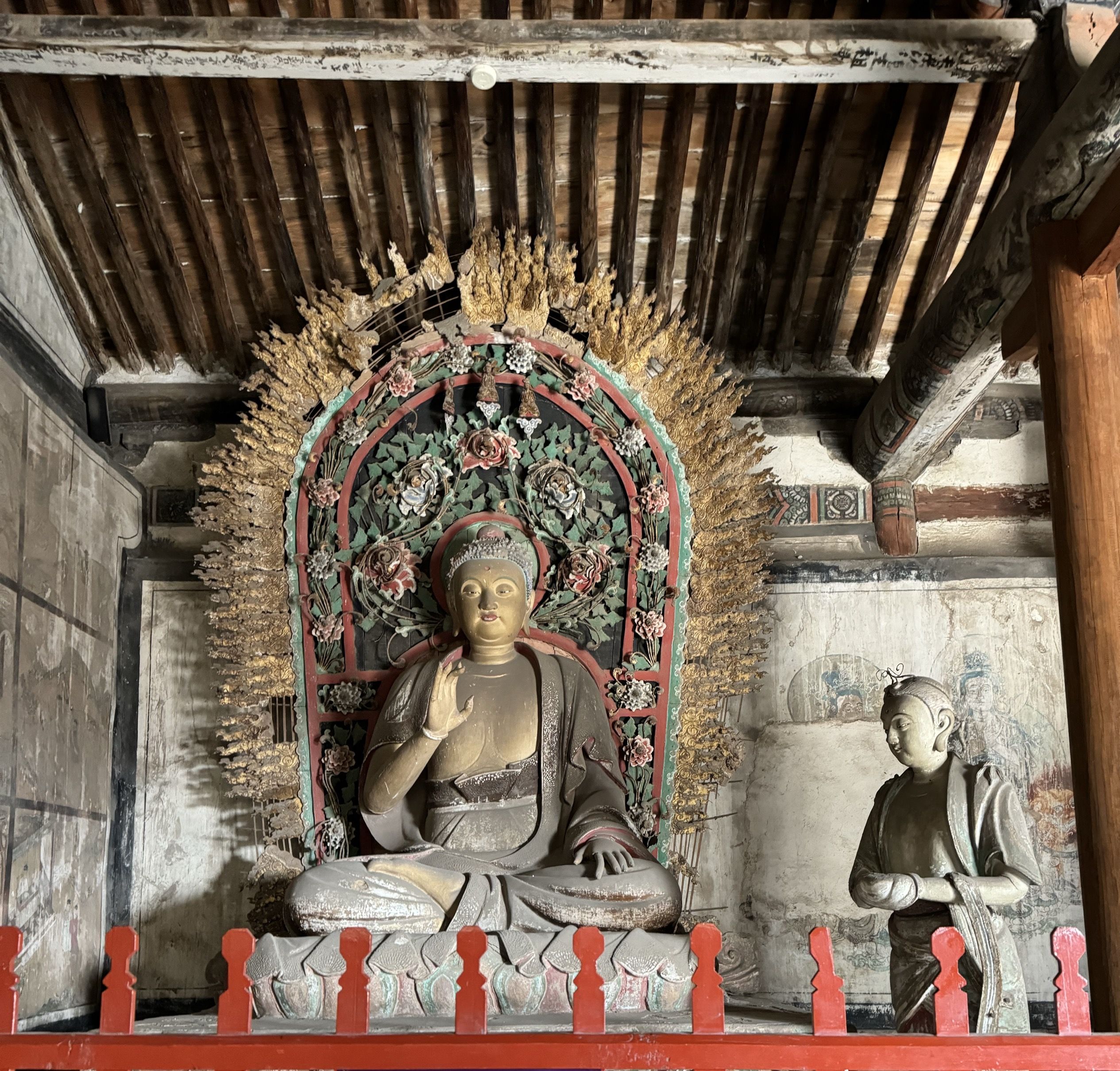
左报身佛卢舍那佛
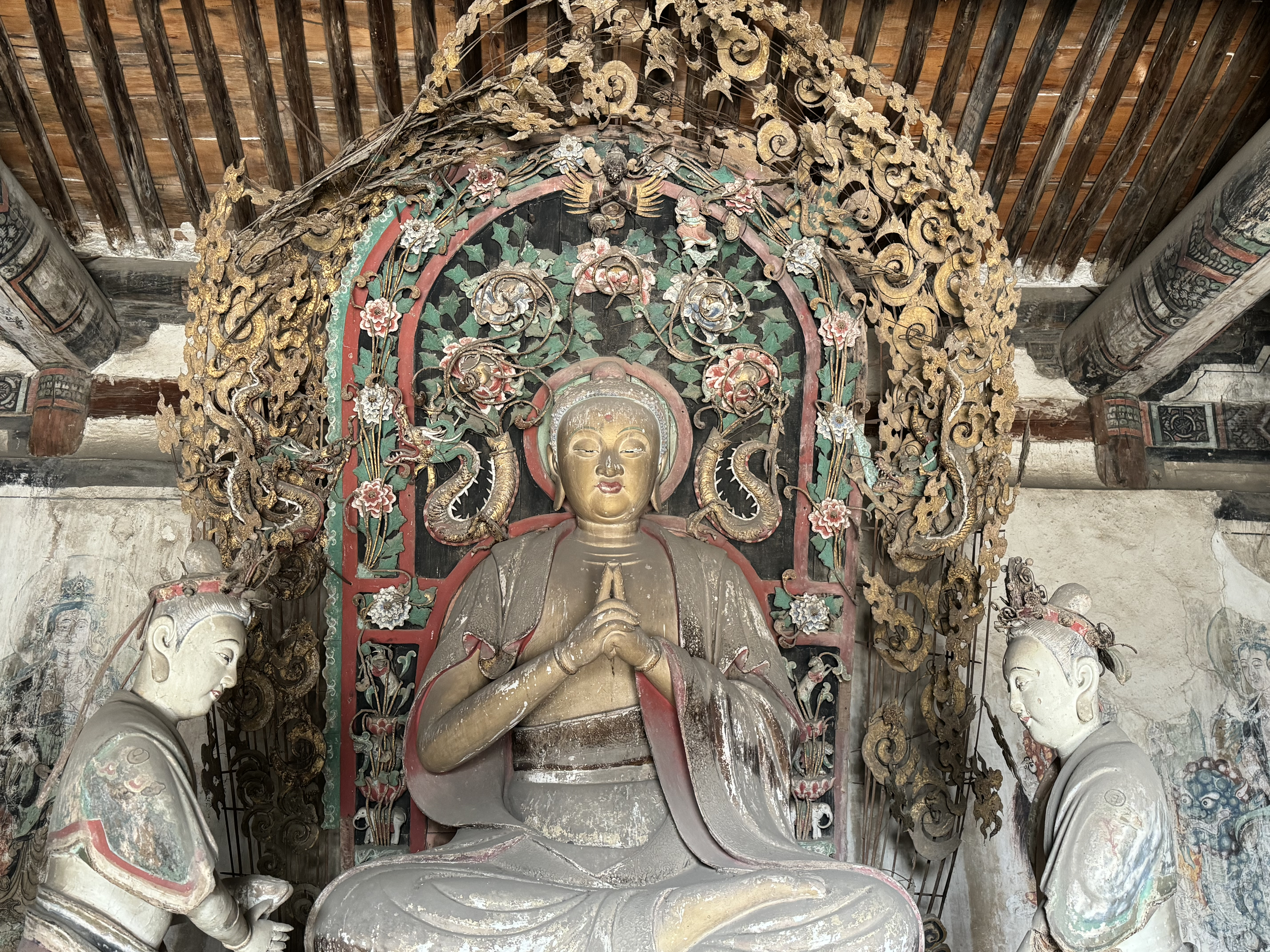
法身佛毗卢舍那佛
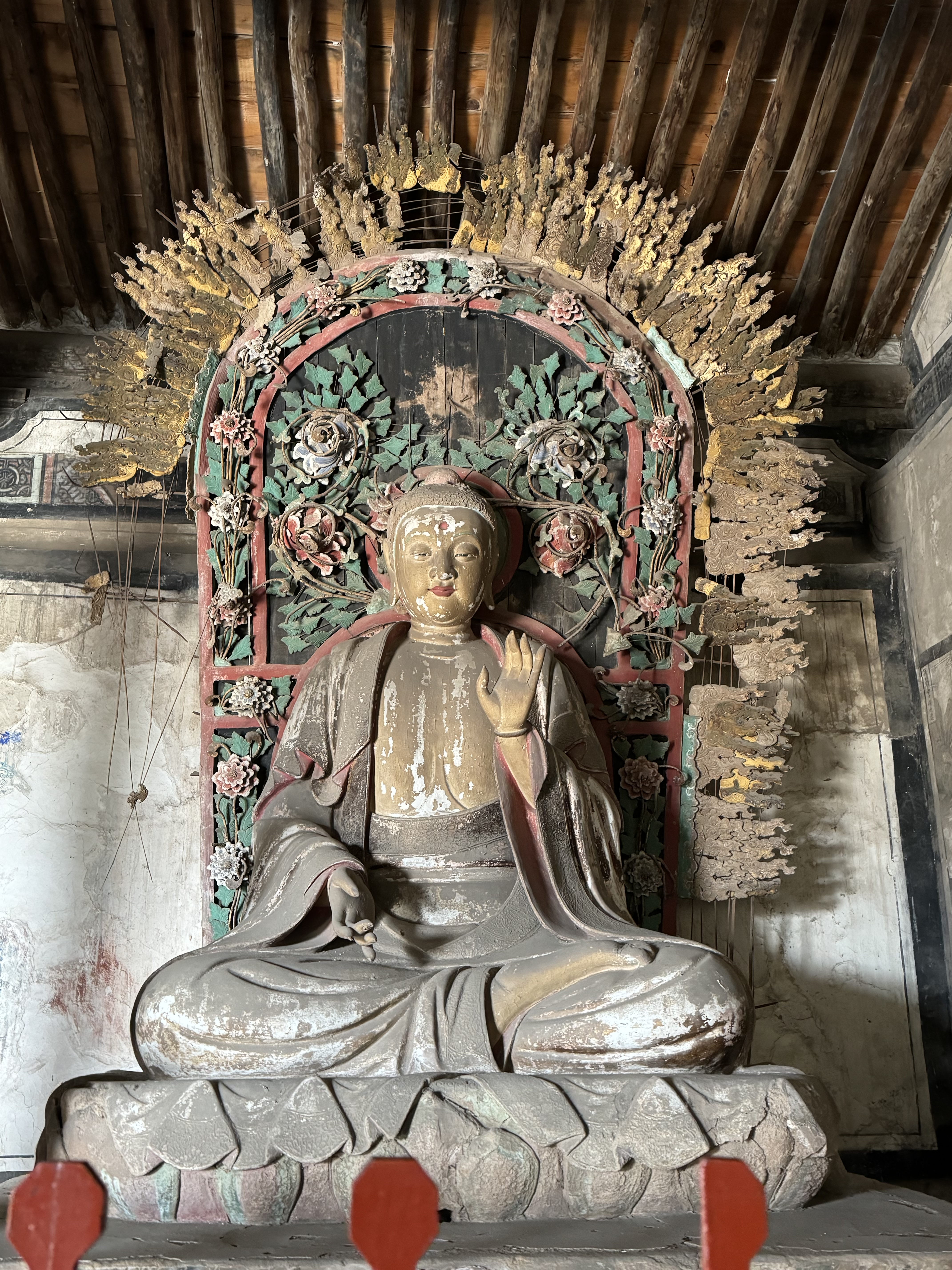
右应身佛释迦牟尼佛

### 观音殿

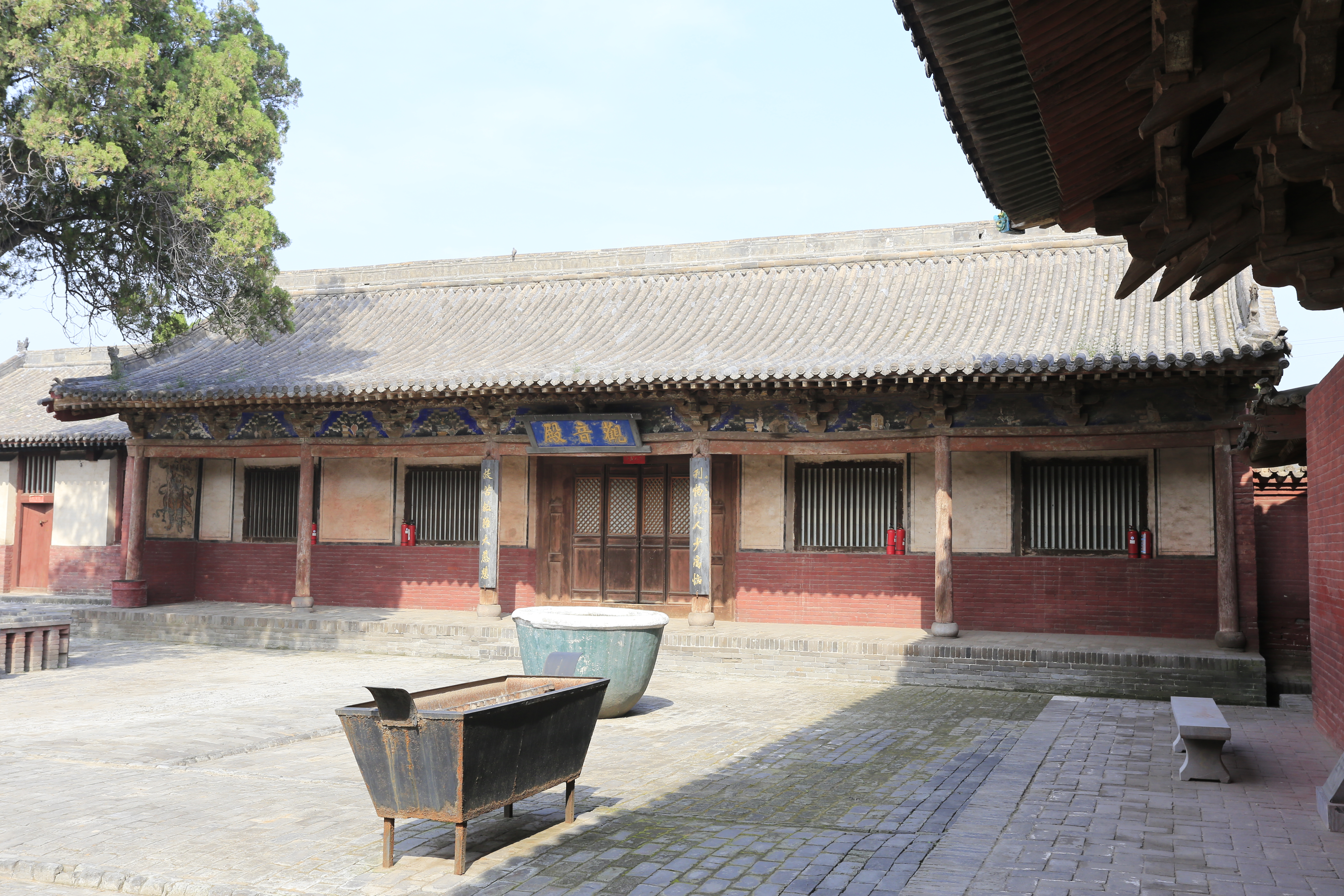
观音殿。

观音殿位于后院东侧，口两侧立柱上挂有“救苦救难大慈悲，利物利人少痛恼”的楹联。殿内原有十八罗汉朝拜观音像，目前已毁，仅堆放杂物。

### 地藏殿

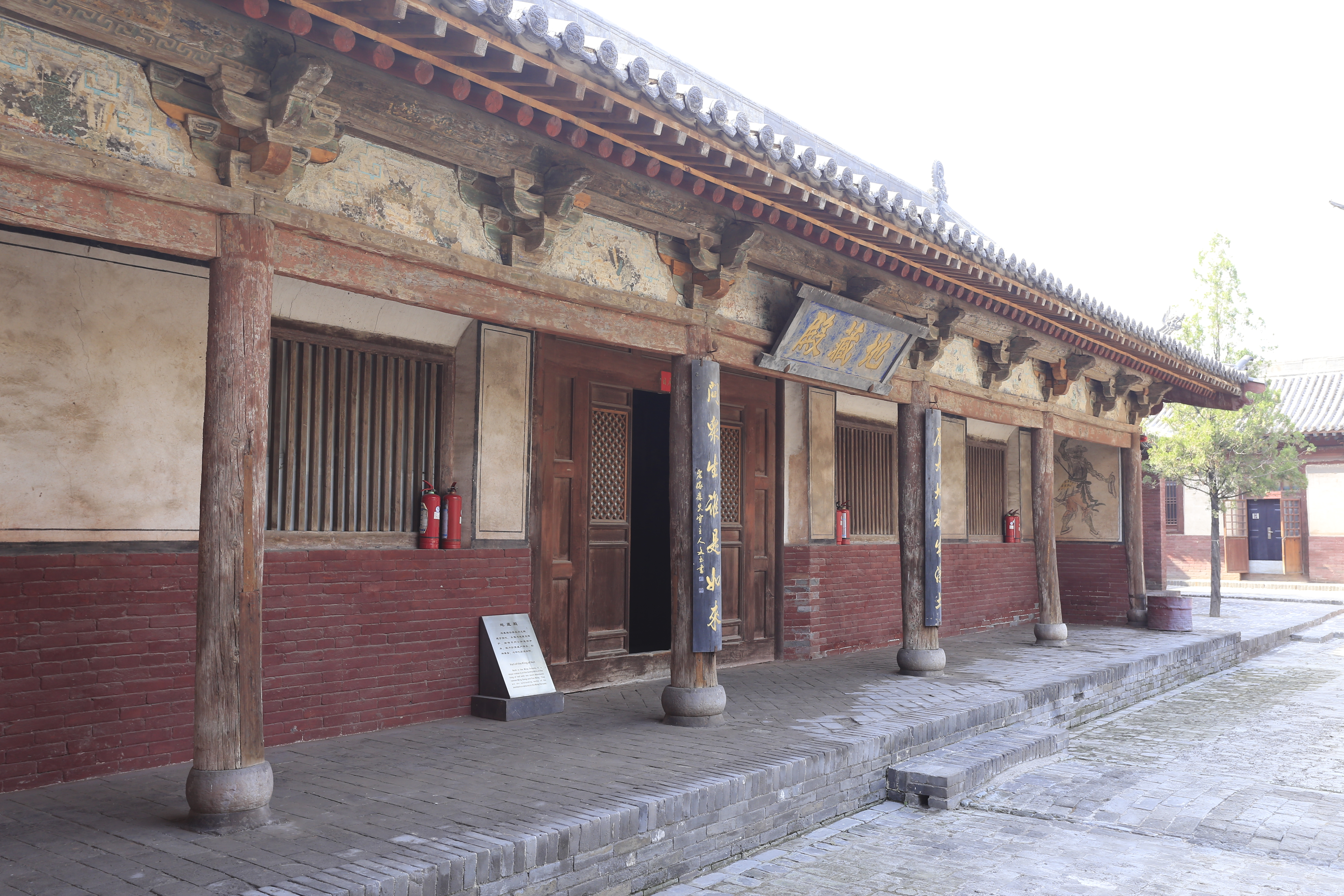
地藏殿。

建于明代的地藏殿也俗称“阎王殿”，主要供奉地藏王菩萨。地藏王塑像周围有两位弟子（闵公以及惠明和尚）、十殿阎王、六位判官和牛头、马面，每一尊塑像的面部表情各不相同。殿内除了南面三尊判官像和马面像外，其他塑像均幸存至今。由于寺庙地处潮湿，多尊塑像已经出现多出现外表脱落，甚至有些已经露出塑像内部的支撑物。殿内墙上还绘制有14幅清代的壁画，以书法和传统绘画的方式描绘六道轮回和地府的各路鬼卒制裁下到地狱的不善之徒。

## 图集
- 万佛殿背面。
- 万佛殿前檐。
- 万佛殿后檐。
- 万佛殿西北转角铺作。
- 万佛殿西側檐。
- 万佛殿前檐壁画。
- 万佛殿西北檐角。
- 天王殿门上细节。
- 天王殿。

## 脚注

### 注解
1. ↑  公元963年。[1]
2. ↑  可能因北魏之前此地属京陵县而有此命名。[5]
3. ↑  公元1540年[1]，另有来源记载为1496年[6]。
4. ↑  另有来源指郝洞村距离平遥古城以东约15千米。[5]
5. ↑  另有来源指该殿尺寸为宽11.57米，深10.77米，高8.78米[1]。

### 脚注
1. 1 2 3 4 5  李玉青 2013，第79頁
2. 1 2 3 4 5 6 7  董剑云 2017，第92頁
3. 1 2 3 4 5  金镭音像《平遥牛皮书》编辑部 2007，第96頁
4. 1 2  Steinhardt 1997，第77頁
5. 1 2  董剑云 2017，第91頁
6. 1 2 3  张正明 & 高春平 2001，第44頁
7. ↑  董剑云 2017，第91頁
8. 1 2 3  黄滢 & 马勇 2016，第118頁
9. 1 2 3 4 5 6 7 8  《携程自由行》杂志社 2011，第49頁
10. 1 2  李定武 2007，第633頁
11. ↑  Steinhardt 2002，第117頁
12. ↑  史若民 & 牛白琳 2002，第318頁
13. 1 2 3  李定武 2007，第632頁
14. 1 2 3 4  《亲历者》编辑部 2015，第138頁
15. ↑  《走遍中国》编辑部 2007，第94頁
16. ↑  Miller 2000，第83-84頁
17. 1 2 3  杨平 2017，第96頁
18. ↑  杨素素 2020，第1頁
19. 1 2 3  Steinhardt 1997，第79頁
20. ↑  曹昌智 2018，第328頁
21. 1 2 3 4 5 6 7  吴国清 2007，第96頁
22. 1 2  山西历史文化名城建筑要览 2017，第503頁
23. 1 2  Howard 2006，第375頁
24. ↑  刘畅 2013，第3頁
25. ↑  张正明 & 高春平 2001，第44頁
26. 1 2 3 4  董培良 2006，第38頁
27. 1 2 3 4 5 6  张正明 & 高春平 2001，第45頁
28. ↑  Miller 2000，第83頁
29. ↑  王长江 & 郝志钢 2002，第48頁
30. 1 2 3 4 5 6 7  马力 2004，第171頁
31. 1 2 3 4 5  董培良 2006，第37頁
32. ↑  王长江 & 郝志钢 2002，第51頁
33. 1 2 3 4  王长江 & 郝志钢 2002，第53頁
34. 1 2 3 4 5  李定武 2007，第634頁
35. ↑  董剑云 2017，第95頁
36. ↑  山西历史文化名城建筑要览 2017，第504頁
37. ↑  刘畅 2013，第2頁
38. 1 2 3 4 5  董剑云 2017，第97頁
39. ↑  董剑云 2017，第93頁
40. ↑  Steinhardt 1997，第78頁
41. 1 2  刘畅 2013，第21頁
42. 1 2 3 4 5 6  王长江 & 郝志钢 2002，第54頁
43. ↑  Steinhardt 1997，第80頁
44. 1 2 3 4 5 6  杨平 2017，第99頁
45. ↑  晋中市史志研究院 2002，第107-111頁
46. ↑  杨平 2017，第99-100頁
47. 1 2  杨平 2017，第100頁
48. ↑  《亲历者》编辑部 2015，第142頁
49. ↑  刘畅 2013，第22頁
50. ↑  张正明 & 高春平 2001，第44-45頁
51. 1 2 3 4  马力 2004，第173頁
52. 1 2 3  李定武 2007，第637頁
53. 1 2 3 4 5  张正明 & 高春平 2001，第47頁
54. 1 2 3  杨平 2018，第213頁
55. ↑  《亲历者》编辑部 2015，第139頁
56. ↑  刘畅 2013，第38頁
57. 1 2  张正明 & 高春平 2001，第48頁